# غريغ فيتالي
غريغ فيتالي (بالإنجليزية: Greg Vitali)‏ هو سياسي أمريكي، ولد في 4 يونيو 1956 في Havertown, Pennsylvania ‏ في الولايات المتحدة. نشط حزبياً في الحزب الديمقراطي. وقد انتخب عضو مجلس نواب بنسيلفانيا.

## وصلات خارجية
- الموقع الرسمي